# Diplophyllum veronicaeforme
Diplophyllum veronicaeforme là một loài rêu trong họ Scapaniaceae. Loài này được Lehm. mô tả khoa học đầu tiên năm 1818.
Danh pháp khoa học của loài này chưa được làm sáng tỏ. 